# Giáo dục tuổi ấu thơ
Giáo dục tuổi ấu thơ hay giáo dục trẻ nhỏ là một nhánh của lý thuyết giáo dục có liên quan đến việc giáo dục trẻ em (một cách chính thức lẫn không chính thức) từ khi sinh ra đến năm 8 tuổi (thường là khi đang học lớp 3), một giai đoạn quan trọng trong quá trình phát triển của trẻ.

## Cơ bản về giáo dục trẻ nhỏ
Giáo dục tuổi ấu thơ chủ yếu tập trung vào việc học hỏi thông qua chính quá trình trẻ tham gia các trò chơi. Khái niệm, "Giáo dục tuổi ấu thơ," thông thường chỉ các chương trình được thiết kế dành riêng cho những năm tháng trước khi trẻ đến trường.
Những chuyên gia nghiên cứu trong lĩnh vực này và các nhà giáo dục cho trẻ nhỏ đều nhất trí rằng các bậc cha mẹ đóng vai trò quan trọng không thể tách rời trong quá trình giáo dục cho trẻ ở tuổi ấu thơ.
2 năm đầu tiên của cuộc sống được dành ra để xây dựng nên "khái niệm về bản thân"  của đứa trẻ. Đây là một phần trọng yếu trong sự hình thành nhân cách của trẻ—trẻ nhìn nhận bản thân như thế nào, trẻ nghĩ mình sẽ cư xử như thế nào, trẻ mong muốn người khác sẽ cư xử như thế nào trong mối liên hệ với trẻ. Vì lý do đó, trong giai đoạn này phải chắc chắn rằng ngoài việc cha mẹ cần cẩn trọng và chỉ nhờ cậy những người chăm sóc trẻ được lựa chọn và đào tạo kỹ càng, họ cũng cần phải tập trung vào mối liên kết của trẻ với cha mẹ, họ hàng, văn hóa và ngôn ngữ của gia đình. Những chương trình chăm sóc, người giáo dục... chỉ nên đóng vai trò hỗ trợ cho gia đình chứ không phải là sự thay thế.
Những năm tiếp theo, từ 3 đến 8 tuổi, là giai đoạn mà tầm quan trọng của việc giáo dục cho trẻ nhỏ thường bị đánh giá thấp một cách sai lầm, bị quy về đồng nghĩa với việc trông giữ trẻ. Nhiều nghiên cứu khoa học đã chỉ ra rằng, giai đoạn này đóng vai trò quan trọng trong việc phát triển tư duy, nhân cách, và có ảnh hưởng lớn đến suốt cuộc đời. (Ở tuổi lên 5, 50% cấu trúc kết nối của não đã được hoàn thiện, ở tuổi lên 8, con số này là 80%). Sự thực khác là đây cũng chính là giai đoạn trẻ dễ tiếp thu, học hỏi cái mới nhất (Bộ não có khả năng học hỏi nhanh nhất và dễ dàng nhất trong những năm trước và những năm đầu tiên tới trường) . Vì vậy những nhà nghiên cứu đã gọi giai đoạn này là "cửa sổ cơ hội" (window of opportunites) mà trẻ cần phải nhận được sự quan tâm giáo dục, chăm sóc thích đáng để phát huy hết tiềm năng trong tương lai.

## Những lĩnh vực trong giáo dục trẻ nhỏ
Có 5 lĩnh vực chính trong việc giáo dục trẻ nhỏ và bản thân chúng cũng liên quan chặt chẽ với nhau (SPICE).
- Xã hội (Social) - Chỉ khả năng kết nối, chơi với những trẻ khác, hợp tác và chia sẻ, và có khả năng tạo ra những quan hệ lâu dài với người khác.
- Thể chất (Physical) - Xây dựng và phát triển hệ thống cơ bắp.
- Tư duy (Intellectual) - Quá trình nhận biết và tìm hiểu tới thế giới xung quanh trẻ.
- Sáng tạo (Creative) - Phát triển những khả năng đặc biệt và năng khiếu. Âm nhạc, nghệ thuật, viết, đọc, ca hát, tất cả đều là những cách để phát triển sự sáng tạo.
- Cảm xúc (Emotional) - Xây dựng khái niệm về bản thân, sự tự tin, tự nhận biết và kiểm soát cảm xúc.

## Lợi ích của giáo dục trẻ nhỏ
Những năm 1962–1967, 123 trẻ em Mỹ gốc Phi đã được lựa chọn ngẫu nhiên để tham gia nghiên cứu của HighScope. Một nhóm trong số đó được tham gia vào chương trình giáo dục tuổi ấu thơ trước khi đến trường. Khi những đứa trẻ này 40 tuổi, 97% trong số đó vẫn còn sống và đã được phỏng vấn cùng với việc tổng hợp nhiều tư liệu về cuộc sống của họ. Kết quả cho thấy những người nhận được các chương trình giáo dục trẻ nhỏ có thu nhập cao hơn, ít vi phạm pháp luật hơn, và tỉ lệ tốt nghiệp trung học cao hơn..
Một chương trình giáo dục trẻ ở tuổi nhỏ khác là FasTracKids cũng đã thực hiện các cuộc khảo sát với các phụ huynh của chương trình, và hầu hết đều nhận thấy sự phát triển rõ rệt của trẻ trong các lĩnh vực khác nhau: khả năng giao tiếp: 83%, kỹ năng lãnh đạo và giải quyết vấn đề: 81%, khả năng ngôn ngữ: 69% và các kỹ năng xã hội: 62%.
Như vậy, lợi ích của giáo dục tuổi ấu thơ không chỉ gói gọn trong những gì trẻ thu nhận được trong chương trình mà có ảnh hưởng tới khả năng học tập, phát triển, tư duy, cá tính, khả năng thành công của trẻ trong những năm tháng tiếp theo tại trường học và suốt cả cuộc đời.